# 秋葉友佑
秋葉 友佑（あきば ゆうすけ、1992年4月6日 - ）は、日本の俳優である。横浜出身。劇団CATMINT所属。

## 人物
- 趣味はファッション、ギター。特技は殺陣、野球、書道（四段）。高校生まで12年間野球をしていた野球少年だった。
- 血液型はA型。
- ディズニーランドが好き。多忙でディズニーランドに行けないときは「インパしたい」と頻繁にTwitterに投稿していた。
- ジャニーズに憧れていたため「ツキステ。」でアイドル役を演じ、夢が叶ったと喜んでいた。
- 毎月配信していたLINE LIVEのトークでは女子力の高さが毎回話題となっていた。

## 出演

### テレビ
- ツキステ。TV2（2018年11月21日 - 12月26日、全6回、TOKYO МX）
- リアルシチュエーションバライティ『人狼男子』（2019年10月2日 - 12月27日、TOKYO MX）
- ギリシャ神話劇場『神々と人々の日々』（2020年4月6日 - 6月、全12回、TOKYO MX・BS11） - イアソン 役
- ツキステ。TV3（2020年4月 - 全6回、TOKYO МX）
- プロステTV（2022年1月5日 - 3月16日、TOKYO MX・BS日テレ）

### 舞台
- 劇団CATMINT公演
  - 劇団CATMINT 第3回公演『アルプス一万尺vol.1』（2013年11月7日 - 12日、キンケロ・シアター）[1]
  - 劇団CATMINT 第4回公演『イツワレー！』（2014年4月25日 - 29日、シアターグリーン Box in Box Theatre）[2]
  - 劇団CATMINT 第5回公演『The Kaidan アルプス一万尺Final』（2014年7月30日 - 8月3日、シアターサンモール）[3]
  - 劇団CATMINT 第13回公演『帰郷』（2017年12月1日 - 5日、キンケロ・シアター） - ニコライ 役[4]
  - 劇団CATMINT 第14回公演『にわか雨』（2018年8月23日 - 26日、キンケロシアター） - 北島涼賢 役[5]
  - 劇団CATMINT 第17回公演『青い世界線Episode1〜哀憐〜』（2021年7月28日 - 8月1日、キンケロシアター） - 主演[6]
  - 劇団CATMINT 第18回公演『再会』（2022年10月7日 - 10日、中目黒キンケロシアター）
  - 劇団CATMINT 第18回公演『青い世界線Episode2〜Daydream〜』（2022年10月12日 - 16日、中目黒キンケロシアター）
  - 劇団CATMINT 第19回公演『ネリネの咲く頃』（2023年10月25日 - 29日、シアターグリーンBASE THEATER）※25日のみ出演
  - 劇団CATMINT秋葉友佑10周年公演『Diary』（2023年12月14日 - 17日、中野HOPE）
  - 劇団CATMINT第21回公演『所以〜 room for sympathy 〜』（202年6月4日 - 8日、赤坂RED/THEATER）
- 『ラズベリーボーイ』シリーズ - 今和泉かける・わたる 役
  - 『ラズベリーボーイ2』（2014年8月8日 - 13日、俳優座劇場）
  - 『ラズベリーボーイ2』（再演）（2015年7月15日 - 20日、俳優座劇場）
  - 『ラズベリーボーイ3 THE FINAL』（2016年5月20日 - 29日、俳優座劇場）
- 舞台『散れ桜よ、刻天ノ証二』〜刻め、我ガ肌ニ君ノ息吹ヲ〜 外伝（2015年4月3日 - 12日、あうるすぽっと） - 銀狐丸 役[7]
- 舞台『刻め、我ガ肌二君ノ息吹ヲ』（2015年8月5日 - 9日、シアター1010） - 申助 役[8]
- はぴどりLive Stage vol.1『JYUKAI-DEN 2015』（2015年9月8日 - 13日、明石スタジオ） - 白兎 役[9]
- メディア・ワークス プロデュースVol.6『不知森の神石 〜アル・カポネに出逢ったら〜』（2015年10月8日 - 12日、六行会ホール） - ジャック・マクガーン 役[10]
- TK Project vol.1『SOLLADO』（2015年12月23日 - 27日、笹塚ファクトリー） - 高木大毅 役
- 舞台『のぶニャがの野望 幸村と五輪の剣』（2016年2月3日 - 7日、全労済ホール/スペース・ゼロ） - 片倉スコじゅうろう 役
- はっぴぃはっぴぃどりーみんぐ Vol.10『JYUKAIDEN -桃源-』（2016年3月3日 - 8日、CBGKシブゲキ!!） - 猫瓜 役[11]
- LIVEDOGプロデュース公演 『透明少女』（2016年4月9日 - 17日、新宿村LIVE） - 香川シン 役[12][13][14]
- 舞台『遙かなる時空の中で5 風花記』（2016年8月11日 - 21日、全労済ホール/スペース・ゼロ） - 沖田総司 役[15]
- 舞台『MARKERLIGHT-BLUE マーカライト・ブルー』
  - 舞台『MARKER LIGHT-BLUE マーカライト・ブルー』（2016年10月5日 - 10日、シアターモリエール） - 主演・サフィール 役[16]
  - 舞台『MARKER LIGHT-BLUE マーカライト・ブルー Crimson』（2017年11月8日 - 12日、新宿村LIVE） - イヌティール 役[17]
  - 舞台『MARKER LIGHT-BLUE マーカライト・ブルー Blessed』（2018年4月18日 - 22日、CBGKシブゲキ!!） - イヌティール 役[18]
- ASSH第21回公演・旗揚げ15周年記念興行『SOUL FLOWER ver.2017』（2017年2月15日 - 19日、新宿村LIVE） - マルク 役[19]
- @emotion
  - @emotion presents ExpressionVol.7 桃『ももがたり』（2017年5月17日 - 21日、シアターグリーン BIG TREE THEATER） - 主演・温羅 役
  - @emotion presents RExpression Vol.1 桃『ももがたり』（2022年2月23日 - 27日、シアターグリーン BIG TREE THEATER） - 温羅 役
- 舞台『私を知らないで』（2017年7月12日 - 17日、ザムザ阿佐谷） - 主演・黒田慎平 役[20]
- 『りさ子のガチ恋♡俳優沼』〜愛は、いつも私を裏切る。〜（2017年8月5日 - 13日、シアターモリエール） - 秋山優 役[21]
- Bobjack Theater vol.22『ホームスイートホーム』〜はじまり駅のおしまいの日〜（2017年12月28日 - 31日、萬劇場） - 藤里暁斗 役[22]
- ToyLateLie
  - 劇団ToyLateLie第5回本公演『雨音に消えた白』（2018年2月14日 - 18日、シアターモリエール） - 小宮恭一 役[23]
  - ToyLateLie第13回本公演『息る。』（2021年4月7日 - 11日、シアターKASSAI）[24]
  - ToyLateLie10周年記念 第14回本公演決定『人を泣かす事など簡単だという劇作家が、自分を泣かせる話を書いて欲しいと言われたら書けなかった話。』（2023年6月7日 - 11日、中目黒キンケロ･シアター）
- レティクル東京座 D＜ダーク＞エンタメ公演『氷雨丸〜常花の青年遊郭-』（2018年6月6日 - 10日、新宿村LIVE） - ヒロイン 清ら 役[25]
- 舞台『本の門番〜ぶくぶく食堂物語2〜 《玉響なつめ著・ 転生しまして、現在 侍女でございます。編》』（2018年7月11日 - 15日、シアター風姿花伝）
- 舞台『あなたも知らない舞台裏』（2018年8月15日 - 19日、新宿村LIVE） - 秋山悠 役[26]
- 2.5次元ダンスライブ - 長月夜 役
  - 2.5次元ダンスライブ『ツキウタ。』ステージ 第6幕『紅縁』（2018年10月18日 - 11月4日、品川ステラボール）[27]
  - 2.5次元ダンスライブ『ツキウタ。』ステージ 第7幕『CYBER DIVE CONNECTION』（2018年12月5日 - 9日、ヒューリックホール東京 / 12月13日 - 16日、メルパルクホール）[28]
  - 『ツキステ。』＆『スケステ』合同ダンスライブ『LUNATIC LIVE 2018』（2018年12月26日 - 27日、大宮ソニックシティ）
  - 2.5次元ダンスライブ『ツキウタ。』ステージ 第8幕『TSUKINO EMPIRE-Unleash your mind』（2019年3月27日 - 3月31日、舞浜アンフィシアター）[29]
  - 2.5次元ダンスライブ『S.Q.S』Episode 4『TSUKINO EMPIRE2 -Beginning of the World-』（2019年9月26日 - 29日、舞浜アンフィシアター）※ゲスト出演[30]
  - 2.5次元ダンスライブ『ツキウタ。』ステージ 第9幕『しあわせあわせ』（2019年10月30日 - 11月4日、ヒューリックホール東京）[31]
  - 2.5次元ダンスライブ『ツキウタ。』ステージ 第10幕『太極伝奇』（2020年1月29日 - 2月2日、ヒューリックホール東京）[32]
  - 2.5次元ダンスライブ「TSUKIPRO STAGEキソセカイステージ：eins『ソラヲワタルカゼ』」（2020年6月10日 - 13日、立川ステージガーデン） ※全公演中止
  - 「LUNATIC LIVE 2020 in Taiwan」（2020年6月19日 - 21日、信義劇場 Legacy Max） ※全公演中止
  - 2.5次元ダンスライブ『ツキウタ。』ステージ 第11幕『月花神楽〜黒と白の物語〜』（2021年7月15日 - 20日、日本青年館ホール） ※全公演中止
  - 2.5次元ダンスライブ TSUKIPRO STAGE キソセカイステージ：eins『ソラヲワタルカゼ』（2020年12月19日 - 20日、立川ステージガーデン）※無観客生配信[33]
  - 2.5次元ダンスライブ『ツキウタ。』ステージ 第11幕『月花神楽〜黒と白の物語〜』（2021年9月30日 - 10月11日、ヒューリックホール東京）[34]
  - 2.5次元ダンスライブ『ツキウタ。』ステージ 第12幕『裏斬心 -Children are sometimes ruthless and cruel.-』（2022年3月25日 - 4月3日、日本青年館ホール）[35]
  - 2.5次元ダンスライブ TSUKIPRO STAGE Episode2『月野奇譚 太極伝奇 -金蘭之契-』（2022年9月3日 - 11日、シアターGロッソ）[36] ※全公演中止[37]
  - 2.5次元ダンスライブ『ツキウタ。』ステージ 第13幕『月野百鬼夜行綺譚 依依恋恋』（2022年11月25日 - 12月4日、ヒューリックホール東京）[38]
  - 2.5次元ダンスライブ『ツキウタ。』ステージ Girl’s Side MEGASTA. Episode2『Goodbye my dear Frenemy.』（2022年12月17日 - 12月25日、新宿村LIVE）※23日のみ出演[39]
  - 2.5次元ダンスライブ『ツキウタ。』ステージ 第14幕『Rabbits Kingdom Resurrection』（2023年11月17日 - 26日、ヒューリックホール東京）[40]
  - 『LUNATIC FES 2025 〜NOBLE FLOWERS〜』（2025年3月26日 - 30日、日本青年館ホール）[41]
  - 2.5次元ダンスライブ『ツキウタ。』ステージ 第15幕『SCHOOL REVOLUTION 月野学園物語 -百年アオハル-』（2025年10月中旬頃予定、日本青年館ホール）[42]
- 舞台『忍び、恋うつつ』（2019年1月18日 - 27日、新宿村ライブ） - 霧隠蔵人 役[43]
- 舞台『弱虫ペダル』- 東堂尽八 役
  - 舞台『弱虫ペダル』新インターハイ篇〜制・限・解・除（リミットブレイカー）〜（2019年5月10日 - 19日、シアター1010 / 5月25日・26日、浪切ホール）[44]
  - 舞台『弱虫ペダル』新インターハイ篇FINAL〜POWER OF BIKE〜（2020年2月21日 - 23日、天王洲 銀河劇場 / 2月27日 - 29日、大阪メルパルクホール）[45]
- MNOP
  - MNOP#2『旅立ちの詩』（2019年6月7日 - 9日、大阪市立芸術創造館） - 客 役
  - 劇団MNOP＃1 舞台『個室』（2021年2月5日 - 7日、HEP HALL） - 自分・ボク・オレ 役 ※日替わり[46]
  - eeo Stage reading MMOP # 8 朗読劇『旅立ちの箱』（2023年6月23日 - 25日、シアターグリーン BASE THEATER）
  - eeo Stage action 劇団MNOP # 3 『悪を絶って、愛と死す』（2023年7月26日 - 30日、CBGKシブゲキ!!） - 独 役
- 舞台『アオアシ』（2019年7月11日 - 15日、シアター1010） - 朝利マーチス淳 役[47]
- Pave the Way STAGE2舞台『歪』（2020年3月11日 - 15日、キンケロ・シアター） - 主演
- 舞台『天下統一恋の乱 Love Ballad〜伊達政宗編〜』（2020年4月18日 - 26日、三越劇場） - 霧隠才蔵 役 ※全公演中止[48]
- スマホ連動“ヒロイン体験 朗読劇”『特別捜査 密着24時』from 100シーンの恋＋（2020年7月3日 - 6日、Rsア トコート） - 花井一沙 役 ※6日のみ出演[49]
- コントライブ『区立すーぱーうるとらスゲェふぁいやーこんと小学校』
  - コントライブ『区立すーぱーうるとらスゲェふぁいやーこんと小学校』（2020年7月10日 - 12日、六行会ホール）
  - コントライブ『区立すーぱーうるとらスゲェふぁいやーこんと小学校 えくすとら』（2021年8月24日 - 29日、シアターサンモール）
  - コントライブ『区立すーぱーうるとらスゲェふぁいやーこんと小学校 ざ・ふぁいなる』（2022年8月31日 - 9月4日、スクエア荏原ひらつかホール）[50]
- 舞台『青春歌闘劇〜バトリズムステージ〜』
  - 舞台『青春歌闘劇〜バトリズムステージ〜VOID』（2020年8月12日 - 16日、池袋あうるすぽっと） - カスミ 役[51]
  - 舞台『青春歌闘劇〜バトリズムステージ〜INITIO』（2021年1月27日 - 31日、池袋あうるすぽっと） - アサヒ 役[52]
  - 舞台『新春歌闘劇バトリズム The LIVE』（2022年1月2日 - 3日、ヒューリックホール東京） - カスミ 役[53]
- 舞台『ぼくらの七日間戦争』（2020年9月11日 - 20日、かめありリリオホール） - 宇野秀明 役[54]
- 劇団シャイニング from うたの☆プリンスさまっ♪ - アイレス 役
  - 劇団シャイニング from うたの☆プリンスさまっ♪『BLOODY SHADOWS』（2020年11月5日 - 8日、シアター1010 / 11月19日 - 23日、COOL JAPAN PARK OSAKA WWホール）[55]
  - 劇団シャイニング from うたの☆プリンスさまっ♪『SHINING REVUE〜Finale〜』（2021年10月15日）※無観客生配信[56]
- 『THE SHOW TIME』（2021年3月15日 - 21日、配信 〜 OPENREC.tv）
- 舞台『YOSHITSUNE・廻』（2021年5月26日 - 30日、北千住天空劇場） - 義高 役[57]
- Zoo-Z the STAGE-コンクリート・ジャングル-（2021年7月7日 - 11日、シアターGロッソ） - テル 役[58]
- 舞台『おおばかもの〜メレンゲとわすれもの〜』（2021年11月17日 - 21日、草月ホール） - 真島司 役[59]
- 朗読劇『誰も聞かないラジオの流れるカフェでのお話』（2022年1月19日 - 23日、高島平バルスタジオ）[60]
- FPアドバンスプロデュース 舞台『アルブス・リベリオンー異説・坂本龍馬録ー』（2022年7月13日 - 17日、新宿村LIVE）[61]
- WaVe'S
  - WaVe'S 旗揚公演 舞台『不咲息子〜さかずきっず〜』（2023年3月22日 - 26日、新宿コフレリオシアター）
  - WaVe’S 第2回公演 舞台『恋獄プリズン』（2023年9月13日 - 17日、コフレリオ新宿シアター） - 主演・有田正義 役
  - WaVe'S 第6回公演 舞台『六山荘の恋人』（2024年12月18日 - 22日、コフレリオ 新宿シアター）
  - WaVe'S 第9回公演 舞台『祭りのかけら』（2025年7月30日 - 8月3日、ザ・ポケット） - 武志 役[62]
- 朗読劇『学園デスパネル』（2023年7月10日 - 12日、座・高円寺2） - リーダー 役
- ToyLateLie-10周年記念‐voi.2 第15回本公演『明日死ぬ私のやりたい100のこと。』（2024年2月15日 - 19日、シアターグリーン BASE THEATER）
- 出来損ないと呼ばれた元英雄は、実家から追放されたので好き勝手に生きることにした（2024年3月20日 - 24日、CBGKシブゲキ!!） - クレイグ・ヴェストフェルト 役[63]
- NLTプロデュースコント公演『天使のように微笑んで財布なくしてガム踏んで』（2024年8月28日 - 9月1日、博品館劇場）[64]
- 餓鬼の断食『餓鬼たちのたまり場』企みその1『フュージョン、〈Fusion,〉』（2024年9月13日 - 23日、SPACE DEPARTMENT / 10月5日・6日、THEATRE E9 KYOTO / 10月11日 - 14日、SPACE DEPARTMENT）[65]
- 舞台『バッドエンド目前のヒロインに転生した私、今世では恋愛するつもりがチートな兄が離してくれません!?』（2024年12月11日 - 15日、CBGKシブゲキ!!） - 日替わりゲスト ※13日のみ出演[66]
- H・B・P presentsカガミ想馬プロデュース『熱海殺人事件』4作品同時公演2025『サイコパス』（2025年2月5日 - 18日、サンモールスタジオ）
- 舞台『先輩、もっとコントしましょうよ。』（2025年4月10日 - 13日、ブルースクエア四谷）

### WEB
- 『バンドやろうぜ！』公式宣伝P（2017年4月 - 2018年3月）
- 上仁樹の『マーカライトブルーBlessed』スタート記念SP（2018年3月25日、LINE LIVE）※ゲスト出演
- 上仁樹の『ゆるっとトーク 仲良しさんを迎えて・・・』（2018年5月12日、LINE LIVE）※ゲスト出演
- 秋葉友佑の『TALK with ゆう』（2018年10月29日 - 、LINE LIVE）
- ツキプロチャンネル48時間生配信2021（2021年11月6日・7日、YouTube・ニコニコ生放送）
- ツキプロチャンネル48時間生配信2022（2022年11月5日・6日、YouTube・ニコニコ生放送）※6日のみ出演[67]
- ツキプロチャンネル48時間マジカルTV（2023年11月3日・4日、YouTube・ニコニコ生放送）※4日のみ出演[68]

### イベント
- 『オッドフェスvil.1」『オッドフェスvol.2』
- 秋葉友佑の『26歳になる！！BIRTHDAY！！』（2018年3月24日、池袋Hoteyes）
- 秋葉友佑の『バレンタイン先取りミーティング』（2019年2月3日、八重洲ホール）
- 2.5次元ダンスライブ『ツキウタ。』ステージ 第7幕『CYBER-DIVE-CONNECTION』発売記念イベント（2019年6月2日、ベルサール高田馬場）
- 秋葉友佑の『夏のうちに浴衣をイベント！！』（2019年8月24日・25日、汐留ホール）
- AGF2019同時開催『月花神楽 花王宴』（2019年11月9日・10日、東池袋中央公園）
- 舞台『弱虫ペダル』新インターハイ篇〜制・限・解・除（リミットブレイカー）〜 Blu-ray＆DVD発売記念イベント（2019年11月30日、浅草花劇場）
- 舞台『弱虫ペダル』新インターハイ篇FINAL〜POWER OF BIKE〜 Blu-ray＆DVD発売記念イベント（2020年9月12日、銀座ブロッサムホール） ※中止
- 劇団CATMINTイベント『秋葉友佑 TALK EVENT！！ お友達と2020年締め〜』（2020年12月6日、R'sアートコート）
- 劇団CATMINTイベント『秋葉友佑の生後29年記念祭』（2021年4月3日・4日、R'sアートコート）
- 劇団CATMINTイベント『はたして響は友佑先輩に23歳の誕生日を祝ってもらえるのか？！』（2021年7月31日、キンケロシアター）※ゲスト
- 『そりバ 2021 〜宴〜』（2021年11月13日、渋谷icon）※ゲスト
- 劇団CATMINTイベント『ゆうすけくんのお誕生日会！！』（2022年4月9日・10日、R'sアートコート）
- 『ムービックステージオンリーショップ2022』オンライントークイベント（2022年7月30日）[69]
- APPスペシャルイベント 鵜飼主水プロデュース【SECRET PROGRAM】（2023年3月30日、BravePoint新宿店）
- 秋葉友佑バースデーイベント『はぴば！！（31）』（2023年4月8日、音部屋スクエア）
- 『佐藤智広デビュー10周年記念生誕祭〜Memory〜』（2023年4月30日、オカオカ本舗）
- MIULAnDA主催 『東西ドリームマッチ2023 SUMMER〜織姫と彦星に会いたくて〜』（2023年7月8日、大塚ドリームシアター）
- 2.5次元ダンスライブ「ツキウタ。」ステージ第13幕『月野百鬼夜行綺譚 依依恋恋』BACKSTAGE PARTY IN animate（2023年8月19日、アニメイト池袋本店）
- 秋葉友佑ファンミーティング『ふぁんみ！！！！！』（2023年8月27日、SOOO dramatic!）
- 『ザ・フィクション vol.5』（2023年9月23日、大塚ドリームシアター）
- XMAS THEATER GAMES 谷佳樹チーム VS 鷲尾修斗チーム（2023年12月1日、浅草花劇場）
- acoFES プレゼンツ『俳優×芸人どうなりますか！？ライブ』（2023年12月24日、ミューズモード音楽院 本館）
- NEW YEAR BRIDGE LIVE featuring MNOP Fes.（2023年12月31日、有楽町アイマショウ）

### 映画
- 縁側ラヴァーズ（2020年7月17日公開） - 滝沢太郎 役[70]

### 書籍
- 2.5次元ダンスライブ『ツキウタ。』ステージ オフィシャルファンブック BACKSTAGE PARTY 2018（2019年6月28日発売）
- 秋葉友佑の1st写真集『androgynos』（2019年6月25日発売）
- 2.5次元ダンスライブ『ツキウタ。』ステージ 第8幕『TSUKINO EMPIRE -Unleash your mind.-』MEMORIAL BOOK（2019年11月9日発売）
- 2.5次元ダンスライブ『ツキウタ。』ステージ 月花神楽ビジュアルブック『花人図録』（2021年4月9日発売）

## CD

### 「ツキステ。」シリーズ関連
| 発売日   | 商品名 | キャスト | 歌                                      |
| 2018年   | 2018年 | 2018年 | 2018年                                  |
| -------- | --- | --- | --------------------------------------- |
| 12月7日  | 2.5次元ダンスライブ『ツキウタ。』ステージ 第6幕『紅縁』メインテーマ                                           | Six Gravity: 睦月始 役：校條拳太朗、弥生春 役：松田岳、卯月新 役：竹中凌平、皐月葵 役：上仁樹、師走駆 役：輝山立、如月恋 役：横尾瑠尉 Procellarum: 霜月隼 役：TAKA、文月海 役：土井一海、葉月陽 役：鷲尾修斗、長月夜 役：秋葉友佑、水無月涙 役：佐藤友咲、神無月郁 役：三山凌輝 | 『紅縁』                                |
| 12月7日  | 2.5次元ダンスライブ『ツキウタ。』ステージ 第6幕『紅縁』劇中歌･年中組                                          | Six Gravity: 卯月新 役：竹中凌平、皐月葵 役：上仁樹 Procellarum: 葉月陽 役：鷲尾修斗、長月夜 役：秋葉友佑 | 『朧ノ声』                              |
| 2019年   | | |                                         |
| 1月18日  | 2.5次元ダンスライブ『ツキウタ。』ステージ 第7幕『CYBER-DIVE-CONNECTION』メインテーマ                          | Six Gravity: 睦月始 役：校條拳太朗、弥生春 役：松田岳、卯月新 役：竹中凌平、皐月葵 役：上仁樹、師走駆 役：輝山立、如月恋 役：横尾瑠尉 Procellarum: 霜月隼 役：TAKA、文月海 役：土井一海、葉月陽 役：鷲尾修斗、長月夜 役：秋葉友佑、水無月涙 役：佐藤友咲、神無月郁 役：三山凌輝 | 『CYBER-DIVE-CONNECTION』               |
| 4月19日  | 2.5次元ダンスライブ『ツキウタ。』ステージ 第8幕 『TSUKINO EMPIRE -Unleash your mind.-』メインテーマ           | Six Gravity: 睦月始 役：校條拳太朗、弥生春 役：松田岳、卯月新 役：竹中凌平、皐月葵 役：上仁樹、師走駆 役：輝山立、如月恋 役：横尾瑠尉 Procellarum: 霜月隼 役：TAKA、文月海 役：土井一海、葉月陽 役：鷲尾修斗、長月夜 役：秋葉友佑、水無月涙 役：佐藤友咲、神無月郁 役：三山凌輝 | 『TSUKINO EMPIRE -Unleash your mind.-』 |
| 11月29日 | 2.5次元ダンスライブ『ツキウタ。』ステージ 第9幕『しあわせあわせ』メインテーマ                                 | Six Gravity: 睦月始 役：縣豪紀、弥生春 役：松田岳、卯月新 役：中島礼貴、皐月葵 役：上仁樹、師走駆 役：澤邊寧央、如月恋 役：鈴木遥太 Procellarum: 霜月隼 役：TAKA、文月海 役：平井雄基、葉月陽 役：栗田学武、長月夜 役：秋葉友佑、水無月涙 役：佐藤友咲、神無月郁 役：三山凌輝   | 『しあわせあわせ』                      |
| 11月29日 | 2.5次元ダンスライブ『ツキウタ。』ステージ 第9幕『しあわせあわせ』劇中歌･年中組                                | Six Gravity: 卯月新 役：中島礼貴、皐月葵 役：上仁樹 Procellarum: 葉月陽 役：栗田学武、長月夜 役：秋葉友佑 | 『君は華麗なる「Laila」…』              |
| 2020年   | | |                                         |
| 2月28日  | 2.5次元ダンスライブ『ツキウタ。』ステージ 第10幕『太極伝奇』主題歌                                            | Six Gravity: 睦月始 役：縣豪紀、弥生春 役：松田岳、卯月新 役：中島礼貴、皐月葵 役：上仁樹、師走駆 役：澤邊寧央、如月恋 役：鈴木遥太 Procellarum: 霜月隼 役：TAKA、文月海 役：平井雄基、葉月陽 役：栗田学武、長月夜 役：秋葉友佑、水無月涙 役：佐藤友咲、神無月郁 役：三山凌輝   | 『太極伝奇〜約束〜』                    |
| 2021年   | | |                                         |
| 11月26日 | 2.5次元ダンスライブ『ツキウタ。』ステージ 第11幕『月花神楽〜黒と白の物語〜』主題歌                            | Six Gravity: 睦月始 役：縣豪紀、弥生春 役：太田裕二、卯月新 役：中島礼貴、皐月葵 役：上仁樹、師走駆 役：澤邊寧央、如月恋 役：鈴木遥太 Procellarum: 霜月隼 役：TAKA、文月海 役：平井雄基、葉月陽 役：鷲尾修斗、長月夜 役：秋葉友佑、水無月涙 役：佐藤友咲、神無月郁 役：佐藤智広 | 『月花神楽』                            |
| 11月26日 | 2.5次元ダンスライブ『ツキウタ。』ステージ 第11幕『月花神楽〜黒と白の物語〜』挿入歌                            | Procellarum: 霜月隼 役：TAKA、文月海 役：平井雄基、葉月陽 役：鷲尾修斗、長月夜 役：秋葉友佑、水無月涙 役：佐藤友咲、神無月郁 役：佐藤智広 | 『月白に祈りて』                        |
| 2022年   | | |                                         |
| 3月25日  | 2.5次元ダンスライブ『ツキウタ。』ステージ 第12幕『裏斬心 -Children are sometimes ruthless and cruel.-』主題歌 | Six Gravity: 睦月始 役：縣豪紀、弥生春 役：太田裕二、卯月新 役：中島礼貴、皐月葵 役：上仁樹、師走駆 役：澤邊寧央、如月恋 役：鈴木遥太 Procellarum: 霜月隼 役：TAKA、文月海 役：平井雄基、葉月陽 役：鷲尾修斗、長月夜 役：秋葉友佑、水無月涙 役：佐藤友咲、神無月郁 役：佐藤智広 | 『斬心-無形ノ八重-』                    |
| 2023年   | | |                                         |
| 1月27日  | 2.5次元ダンスライブ『ツキウタ。』ステージ 第13幕『月野百鬼夜行綺譚 依依恋恋』主題歌                           | Six Gravity: 睦月始 役：縣豪紀、弥生春 役：太田裕二、卯月新 役：中島礼貴、皐月葵 役：上仁樹、師走駆 役：澤邊寧央、如月恋 役：鈴木遥太 Procellarum: 霜月隼 役：TAKA、文月海 役：平井雄基、葉月陽 役：鷲尾修斗、長月夜 役：秋葉友佑、水無月涙 役：佐藤友咲、神無月郁 役：佐藤智広 | 『依依恋恋』                            |
| 12月29日 | 2.5次元ダンスライブ『ツキウタ。』ステージ 第14幕『Rabbits Kingdom -Resurrection-』主題歌                      | Six Gravity: 睦月始 役：縣豪紀、弥生春 役：太田裕二、卯月新 役：中島礼貴、皐月葵 役：上仁樹、師走駆 役：澤邊寧央、如月恋 役：鈴木遥太 Procellarum: 霜月隼 役：TAKA、文月海 役：平井雄基、葉月陽 役：鷲尾修斗、長月夜 役：秋葉友佑、水無月涙 役：佐藤友咲、神無月郁 役：佐藤智広 | 『Rabbits Kingdom -Resurrection-』      |